# Tox
Tox (en cors Tocchisi) és un municipi francès, situat a la regió de Còrsega, al departament d'Alta Còrsega. L'any 1999 tenia 142 habitants.

## Demografia
| 1962 | 1968 | 1975 | 1982 | 1990 | 1999 |
| ---- | ---- | ---- | ---- | ---- | ---- |
| 134  | 146  | 148  | 180  | 169  | 142  |

## Administració
| Període   | Identitat         | Partit | Qualitat |  |
| --------- | ----------------- | ------ | -------- |  |
| 1965-1994 | Charles Ferri     | MRG    |          |  |
| 1994-     | Alphonse Raffalli |        |          |  |

## Personatges il·lustres
- Jean Baggioni, alcalde de Ville-di-Pietrabugno, president de la Col·lectivitat Territorial de Còrsega de 1992 a 2004.